# Osmunda
Genre

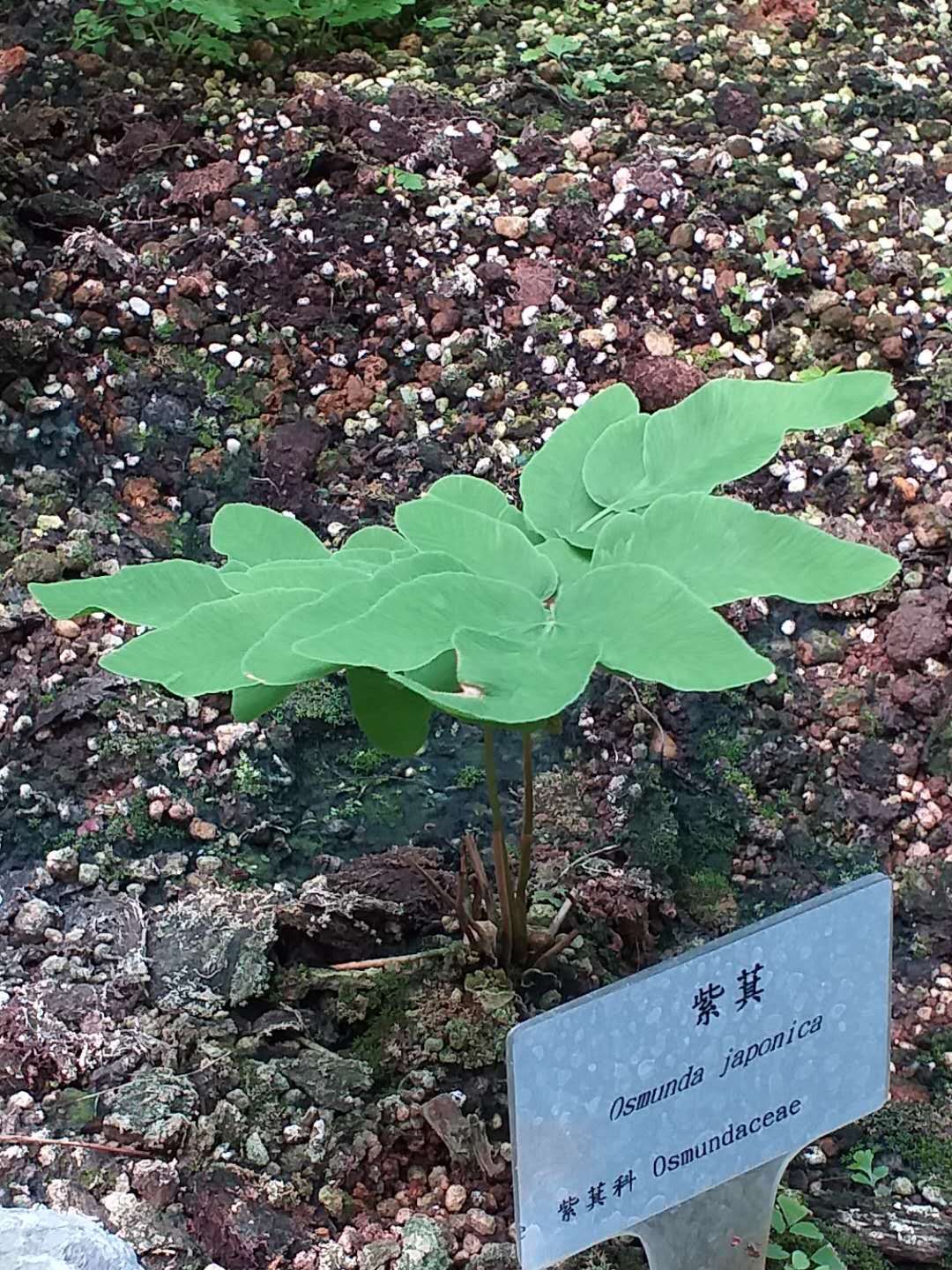
Jeune plante

Le genre Osmunda regroupe plusieurs espèces de fougères (famille des Osmundaceae).

## Liste d'espèces
Selon ITIS (15 oct. 2012) :
- Osmunda cinnamomea L.
- Osmunda claytoniana L.
- Osmunda regalis L.
- Osmunda × ruggii R. Tryon